# Мисников, Владислав Владимирович
Владислав Владимирович Мисников (род. 3 февраля 1996, Могилёв) — белорусский и российский хоккеист, нападающий. Мастер спорта России.

## Биография
Уроженец белорусского Могилёва, старший брат хоккеиста Артёма Мисникова. В 2009 году с отцом перебрался в российский Санкт-Петербург, стал заниматься в школе «Нева». В сезоне 2012/13 дебютировал в команде белорусской высшей лиги РЦОП «Раубичи», вскоре стал выступать за клуб МХЛ «Динамо-Шинник» Бобруйск, в сезоне 2015/16 играл за команду, переименованную в «Динамо-Бобруйск», в чемпионате Беларуси. Сезон 2016/17 провёл в команде МХЛ «Серебряные львы», затем играл в ВХЛ за «Саров» (2017/18), «Сокол» Красноярск (2018/19 — 2019/20), «Торпедо-Горький» (2019/20). Выступал в чемпионате Беларуси за «Неман» и «Могилёв» (2020/21), в чемпионате Румынии за «Стяуа Рейнджерс» (2021/22).
Тренер в петербургской школе «Динамо Форвард» (2022/23 — 2023/24).
В сезоне-2024/25 провёл три матча в чемпионате Китая за клуб «Бэйцзин Лайонс», набрав 5 (1+4) очков.

### В сборной
В составе сборных Беларуси участник юниорского чемпионата мира в дивизионе I (2014), победитель молодёжного чемпионата мира в дивизионе I (2015).
В конце 2015 года завил, что отказался от белорусского гражданства из-за конфликта с главным тренером молодёжной сборной Беларуси Александром Белявским. Победитель хоккейного турнира зимней Универсиады 2019 года в составе сборной России.